# 2018年上海
|        | 上海历史 |
| 世紀： | 20世紀上海 \| 21世紀上海 \| 22世紀上海                                                                                     |
| 年代： | 1980年代上海 \| 1990年代上海 \| 2000年代上海 \| 2010年代上海 \| 2020年代上海 \| 2030年代上海 \| 2040年代上海               |
| 年份： | 2014年上海 \| 2015年上海 \| 2016年上海 \| 2017年上海 \| 2018年上海 \| 2019年上海 \| 2020年上海 \| 2021年上海 \| 2022年上海 |
| 紀年： | 戊戌年（狗年）、上海开埠175周年、上海设市91周年                                                                            |

## 主要官员

### 党委
- 市委书记：李强

### 人大
- 人大常委会主任：殷一璀

### 政府
- 市长：应勇

### 法院
- 院长：崔亚东→刘晓云

### 检察院
- 检察长：张本才

### （党）纪委
- 书记：廖国勋

### 监察委
- 主任[註 1]：廖国勋

### 政协
- 主席：吴志明→董云虎

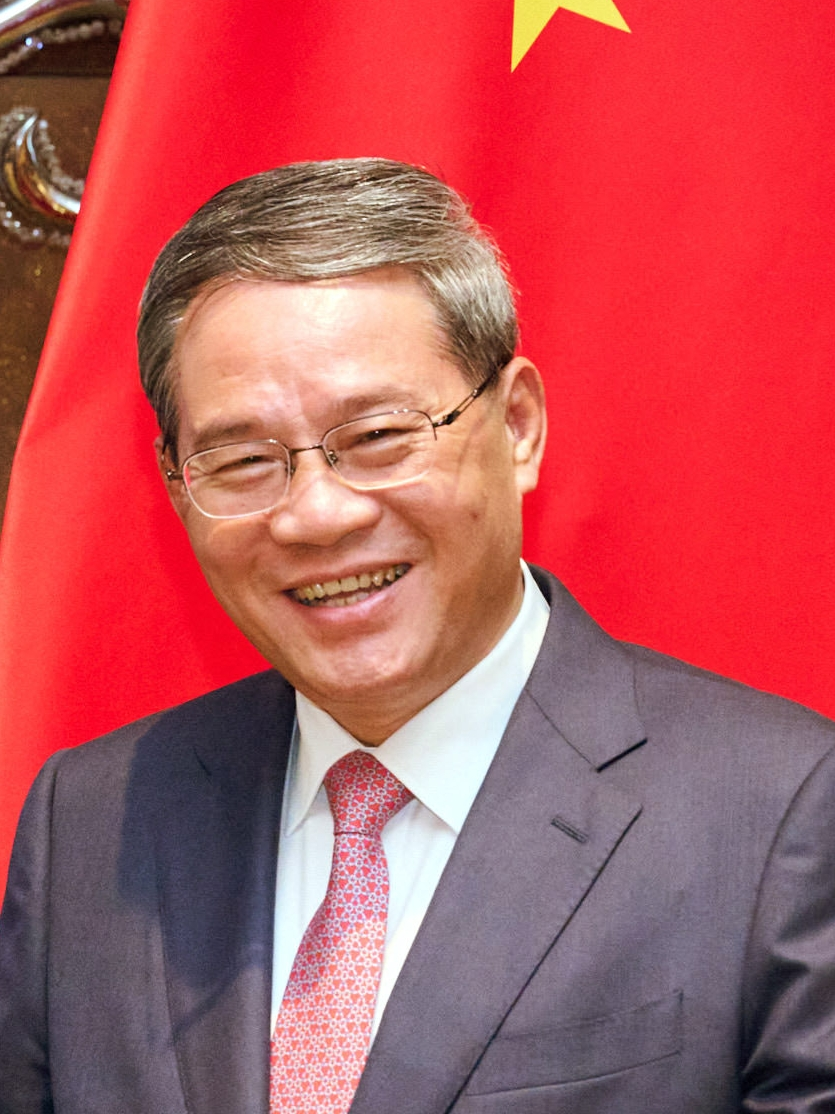
市委书记李强
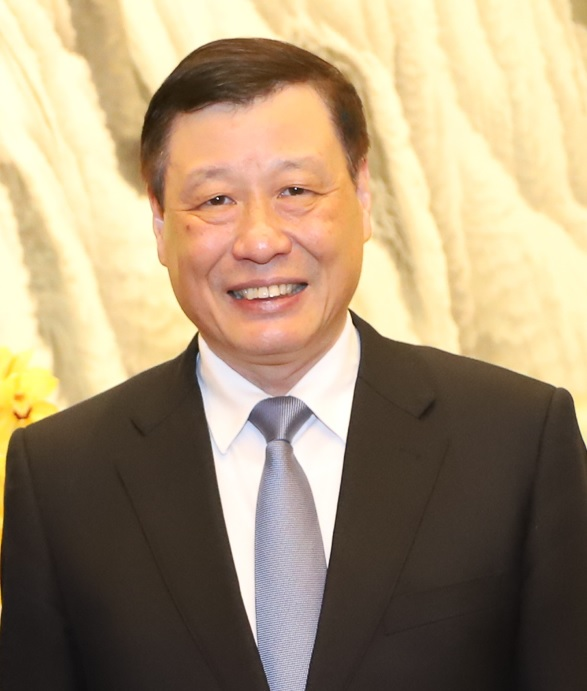
市长应勇
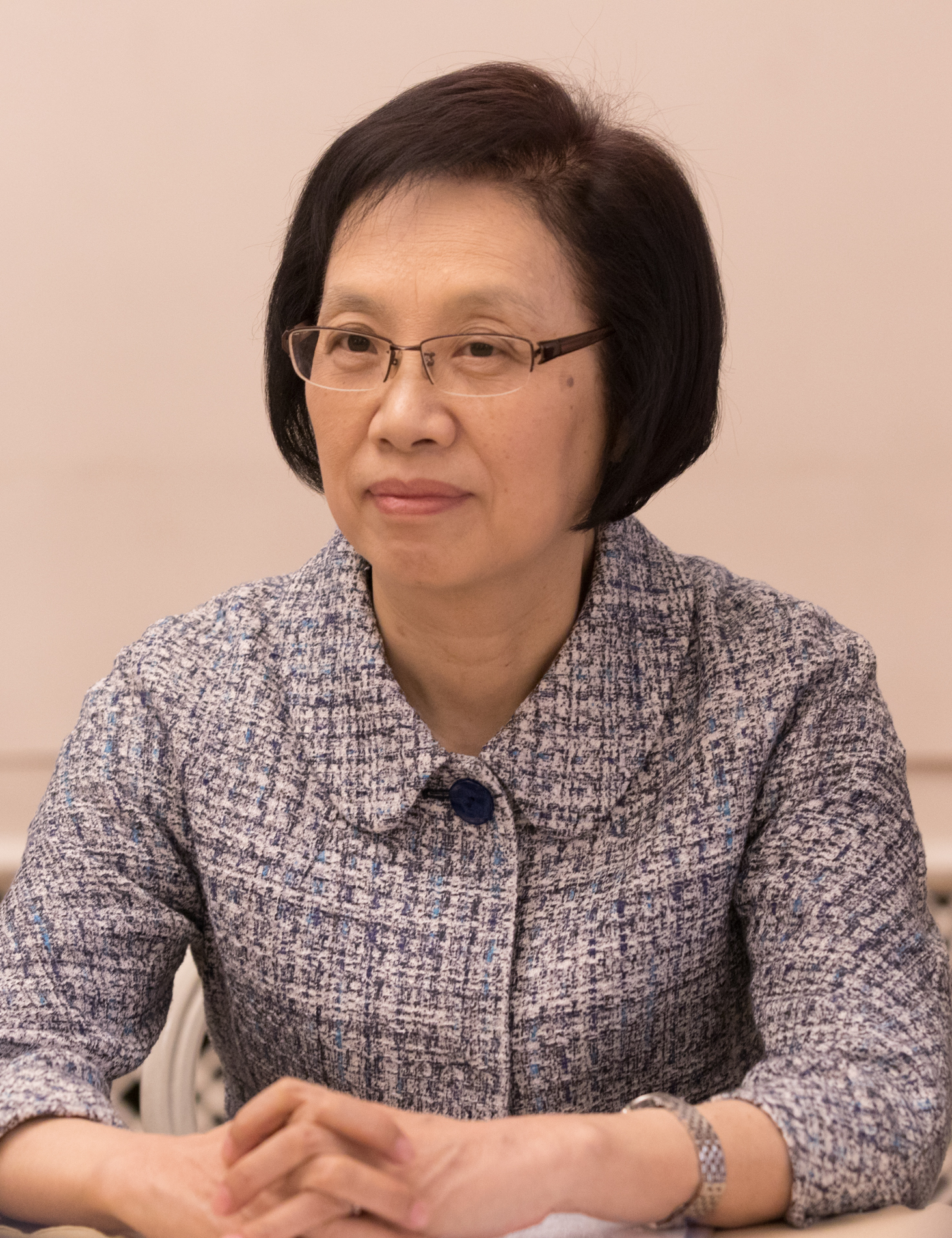
市人民代表大会常委会主任殷一璀

## 大事记

### 6月
- 6月28日中午，徐汇区的上海世界外国语小学浦北路校区门口一29岁来沪男子持刀砍伤4人，其中：2名男童抢救无效死亡，1受伤男童及女性家长无生命危险[1][2][3]。

### 10月
- 上海中芯学校食品安全事件

## 逝世
- 1月9日，有机化学家袁承业去世，享年93岁。
- 1月10日，作家刘绪源去世，享年67岁。
- 1月10日，越剧演员陆锦花去世，享年90岁。
- 1月19日，天主教前台北总教区署理主教、台中教区主教王愈荣主教去世，享年86岁。
- 1月30日，学者邓乔彬去世，享年74岁。
- 2月1日，中国海运集团前总裁李克麟去世，享年75岁。
- 2月5日，前最高人民检察院副院长冯锦汶去世，享年93岁。
- 2月11日，政治人物，前陕西省政协副主席、民建陕西省委副主任委员张鹤龄去世，享年91岁。
- 2月18日，广告业从业者、上海世博会吉祥物海宝设计团队的领衔者之一邵隆图去世，享年73岁。
- 2月24日，信息技术学者吴百锋教授去世，享年55岁。
- 2月24日，画家徐昌酩去世，享年89岁。
- 2月25日，戴安澜将军长子，建筑学家，中国工程院院士戴复东去世，享年89岁。
- 2月27日，出版人，前上海文艺出版社总编辑郏宗培去世，享年68岁。
- 3月10日，资本家、富商，香港特区筹委会、推委会成员，第七届全国政协委员唐翔千去世，享年94岁。他是前上海市政协副主席唐君远之子、香港前政务司司长、行政长官候选人唐英年之父。
- 3月17日，桥梁工程学者胡世德教授去世，享年76岁。
- 3月18日，著名作家、历史学家，自由主义者、台湾民运人士精神领袖之一，中华民国立法委员李敖去世，享年82岁。
- 3月22日，政治人物，全国政协委员、新华社香港分社（香港中联办）副社长，杉达学院董事长李储文去世，享年100岁。他作为地下党员，曾受周恩来的直接指派伪装成基督徒，担任牧师，曾任上海国际礼拜堂主任牧师，以此为中共统战基督徒，直到文化大革命期间，由于牧师遭受批斗，他只得向红卫兵公开身份，从此从地下党员转为公开党员，并不再以宗教人士的面貌出现。
- 3月27日，作家沈善增去世，享年68岁。
- 3月31日，语言学家张斌去世，享年99岁。
- 4月3日，指挥家韩中杰去世，享年98岁。
- 4月3日，演员雷震去世，享年84岁。
- 4月15日，琵琶演奏家李光祖去世，享年75岁。
- 4月23日，文学学者秦笃才教授去世，享年84岁。
- 5月2日，演员王丹凤（原名王玉凤）去世，享年93岁.。
- 5月9日，文学学者唐金海去世，享年78岁。
- 5月14日，金融人士陈锦旗去世，享年45岁。
- 5月20日，出版人，全国政协委员赵昌平去世，享年73岁。
- 5月22日，笛子演奏家、音乐家、“中国笛王”陆春龄去世，享年97岁。
- 5月24日，有机化学学者金武松教授去世，享年49岁。
- 5月30日，分子生物学家，中国工程院院士李载平去世，享年92岁。
- 6月6日，经济学家杨沐去世，享年72岁。
- 6月8日，作家、编辑、《香港文学》创刊者刘以鬯（原名刘同绎，字昌年）去世，享年99岁。
- 7月5日，声乐教育家徐宜去世，享年87岁。
- 7月11日，前解放军空军政治学院院长王彦去世，享年90岁。
- 7月11日，前民建副主席、纺织工业部部长、全国人民代表大会常委会委员刘珩去世，享年82岁。
- 7月15日，前上海市金属材料公司党委书记夏铁生去世，享年93岁。
- 7月16日，上美厂动画摄影师王世荣去世，享年85岁。
- 7月22日，油画家徐天润去世，享年73岁。
- 7月26日，剧作家沙叶新去世，享年79岁。
- 7月30日，物理冶金学家周尧和去世，享年91岁。